# Morte e funeral de Pelé
A morte de Pelé, futebolista brasileiro considerado como um dos maiores atletas de todos os tempos, ocorreu em 29 de dezembro de 2022, no Hospital Israelita Albert Einstein, em decorrência do agravamento de seu câncer de cólon, que havia sido diagnosticado em agosto de 2021. Sua morte gerou comoção internacional. O velório teve início em 2 de janeiro de 2023, e se encerrou no dia seguinte, quando foi sepultado.

## Antecedentes
Em setembro de 2021, Pelé foi diagnosticado com câncer de cólon. Passou por uma cirurgia no cólon no mesmo mês, e desde então vinha sendo submetido a repetidas sessões de quimioterapia. No início de 2022, foram detectadas metástases no intestino, no pulmão e no fígado. Em 29 de novembro, foi internado no Hospital Israelita Albert Einstein, em São Paulo, em virtude de uma infecção respiratória após ele contrair COVID-19 e para a reavaliação do tratamento do câncer no cólon. Em 3 de dezembro de 2022, foi divulgado que o tratamento quimioterápico não era responsivo e que foi substituído por tratamento paliativo. Até o dia 12, seu quadro de infecção respiratória era a principal preocupação dos médicos. Em 21 de dezembro, o corpo clínico do hospital divulgou um boletim médico dizendo que Pelé apresentou uma "progressão da doença oncológica" e que necessitava de maiores cuidados relacionados às disfunções renal e cardíaca. Por isso, o ex-jogador não teve autorização para passar o Natal em casa, como queria a família.
Após um mês internado no Hospital Israelita Albert Einstein, Pelé morreu no dia 29 de dezembro de 2022. O hospital divulgou boletim médico confirmando que Pelé morreu às 15h27 "em decorrência da falência de múltiplos órgãos, resultado da progressão do câncer de cólon associado à sua condição clínica prévia". Em nota, o hospital se solidarizou com a família e todos que sofrem com a perda de Pelé. O atestado de óbito apontou como causa da morte: insuficiência renal, insuficiência cardíaca, broncopneumonia e adenocarcinoma de cólon.

## Funeral

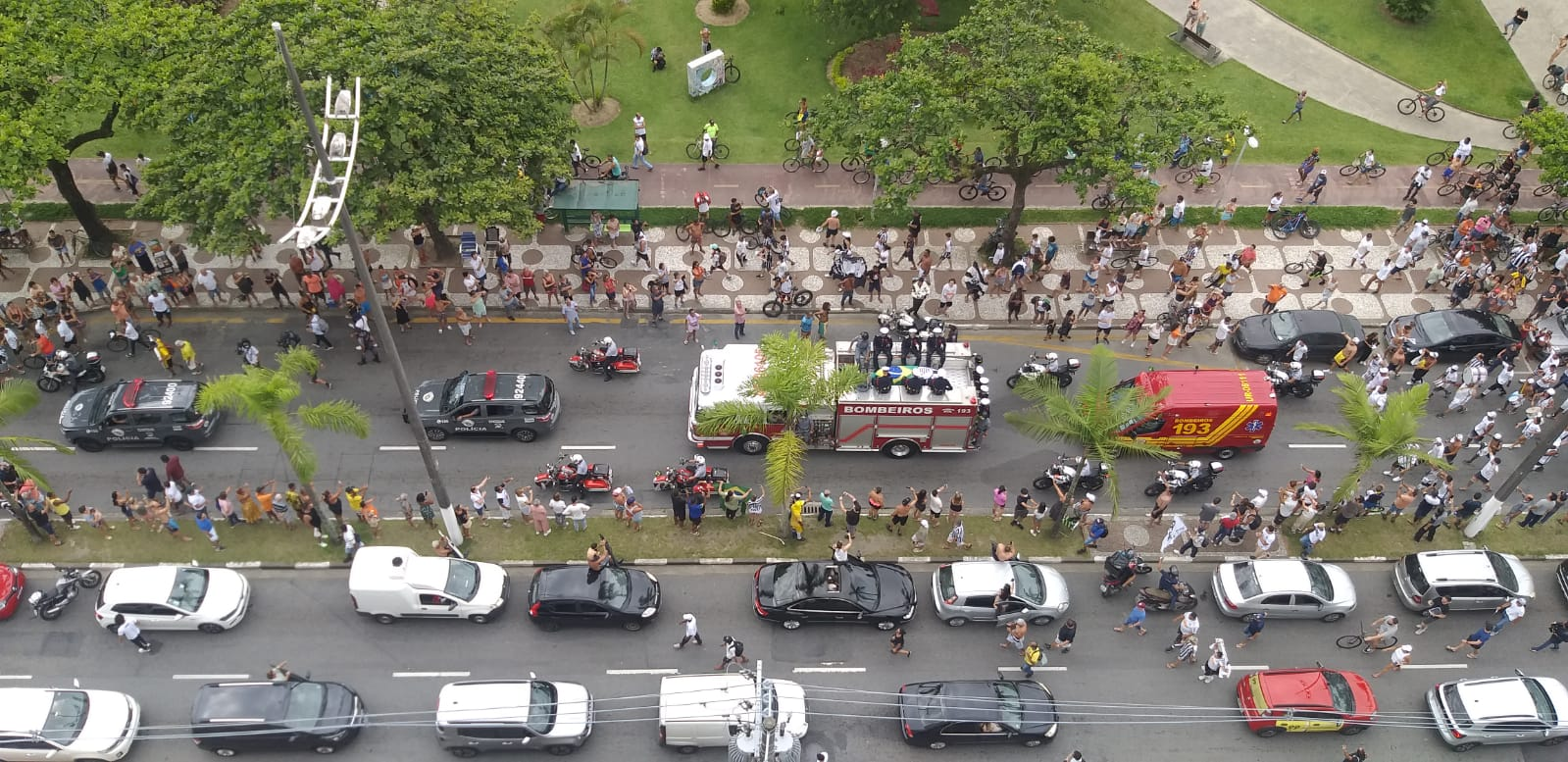
Cortejo de Pelé em Santos

Antes de sua morte, Pelé escolheu pessoalmente qual seria seu local de enterro: o cemitério vertical Memorial Necrópole Ecumênica, em Santos.
O corpo de Pelé deixou São Paulo na madrugada de 2 de janeiro de 2023 e seguiu para o Estádio Urbano Caldeira, na Vila Belmiro, em Santos, onde foi velado. O caixão foi posicionado no centro do gramado. O velório começou às 10h do mesmo dia e foi aberto ao público. O velório durou 24 horas; após isso, foi realizado um cortejo pelas ruas de Santos, que passou pelo Canal 6, onde mora a mãe de Pelé, dona Celeste, seguindo para o Memorial Necrópole Ecumênica para sepultamento reservado aos familiares.
Estima- se que 230 mil pessoas passaram pelo velório, cerca de 7.000 convidados,  autoridades e chefes de estado estiveram presentes, como o presidente Lula.

## Reações
Nas redes sociais, sua filha Kely Nascimento publicou: "Tudo que nos somos é graças a você. Te amamos infinitamente. Descanse em paz". A Organização das Nações Unidas para a Educação, a Ciência e a Cultura (UNESCO) também prestou homenagem: "Lamentamos profundamente o falecimento de Pelé. Estendemos nossas condolências ao povo brasileiro e à família do futebol".
A FIFA dedicou a página principal da entidade na internet e fez um longo texto, um trecho:"Eles o chamavam de 'O Rei', e seu rosto é um dos mais reconhecidos no futebol mundial. O homem em questão é, claro, Pelé, que já foi nomeado pela FIFA como o maior jogador do século XX. O lendário brasileiro faleceu em 29 de dezembro de 2022...".
A NASA escreveu em seu Twitter e postou uma foto de uma constelação com as cores do Brasil:"Assinalamos o falecimento do lendário Pelé, conhecido por muitos como o rei do "jogo bonito". Esta imagem de uma galáxia espiral na constelação do Escultor mostra as cores do Brasil."
A morte de Pelé foi um dos assuntos mais comentados da história da internet segundo a consultoria Quaest. As postagens sobre o falecimento do Rei do Futebol atingiram mais de 2 bilhões de visualizações no planeta e 954 milhões de menções nas principais redes sociais (Facebook, Instagram e Twitter).

### Futebolistas
Alemanha
- Beckenbauer em seu Twitter: "O futebol perdeu hoje o maior de sua história - e eu perdi um amigo único. O futebol será seu para sempre. Descanse em paz, Pelé".[15]

 Argentina
- Lionel Messi publicou uma foto ao lado de Pelé e escreveu: "Descanse em paz, Pelé".[16]

 Brasil
- Cafu em seu Twitter: "Hoje perdi meu irmão. Como cristão católico, sei que é “morrendo que se nasce para a vida eterna”. Teremos toda a eternidade para estarmos juntos na casa do Pai. Ele apenas deixou o mundo das coisas que tem fim e foi para o mundo das coisas que não tem fim. Até um dia, Pelé."[17]
- Neymar publicou uma foto ao lado de Pelé e escreveu: "Antes de Pelé, '10' era apenas um número. Li essa frase em algum lugar, em algum momento da minha vida. Mas essa frase, linda, está incompleta. Eu diria que antes de Pelé, o futebol era apenas um esporte. Pelé mudou tudo. Transformou o futebol em arte, em entretenimento. Deu voz aos pobres, aos negros e principalmente: deu visibilidade ao Brasil. O futebol e o Brasil elevaram seu status graças ao Rei! Ele se foi, mas a sua magia permanecerá. Pelé é ETERNO!!".[18]
- Richarlison publicou uma foto ao lado de Pelé e escreveu: "Hoje o futebol se despede do seu capítulo mais bonito. Do cara que encantou o mundo e mudou a história do jogo pra sempre. Você sempre será o maior, porque há 60 anos, com todas as dificuldades que enfrentava, já fazia o que alguns poucos conseguem fazer hoje em dia. O cara que dedicou seu milésimo gol às crianças e fez nosso país descobrir que podia muito mais. Você é e sempre será incomparável, Rei. Você é eterno! Obrigado e que Deus te receba de braços abertos".[16]
- Rivaldo em seu Twitter: "Sou grato à Deus por Pelé ser brasileiro. O nosso futebol é conhecido e respeitado mundialmente por tudo que ele fez em campo e jamais será esquecido. Tenho orgulho em ter jogado duas Copas do Mundo com o número 10, que foi consagrado por ele. Rei Pelé, teu legado é eterno.[19]
- Ronaldo Fenômeno publicou uma foto ao lado de Pelé e escreveu: "Único. Genial. Técnico. Criativo. Perfeito. Inigualável. Aonde Pelé chegou, ficou. Sem nunca ter saído do topo, ele nos deixa hoje. O rei do futebol — um só. O maior de todos os tempos".

 França
- Kylian Mbappé lamentou a morte: "O Rei do Futebol nos deixou, mas seu legado jamais será esquecido".[20]

 Polônia
- Robert Lewandowski em seu Instagram: "Descanse em paz, campeão. O céu ganha uma nova estrela e o futebol mundial perde um herói".[21]

 Portugal
- Cristiano Ronaldo publicou uma foto ao lado de Pelé e escreveu: "Os meus profundos sentimentos a todo o Brasil, e em particular à família do senhor Edson Arantes do Nascimento. Um mero "adeus" ao eterno Rei Pelé nunca será suficiente para expressar a dor que abraça neste momento todo o mundo do futebol. Uma inspiração para tantos milhões, uma referência do ontem, de hoje, de sempre. O carinho que sempre demonstrou por mim foi recíproco em todos os momentos que partilhámos, mesmo à distância. Jamais será esquecido e a sua memória perdurará para sempre em cada um de nós, amantes de futebol. Descansa em paz, Rei Pelé".[18]

### Políticos

#### Nacionais

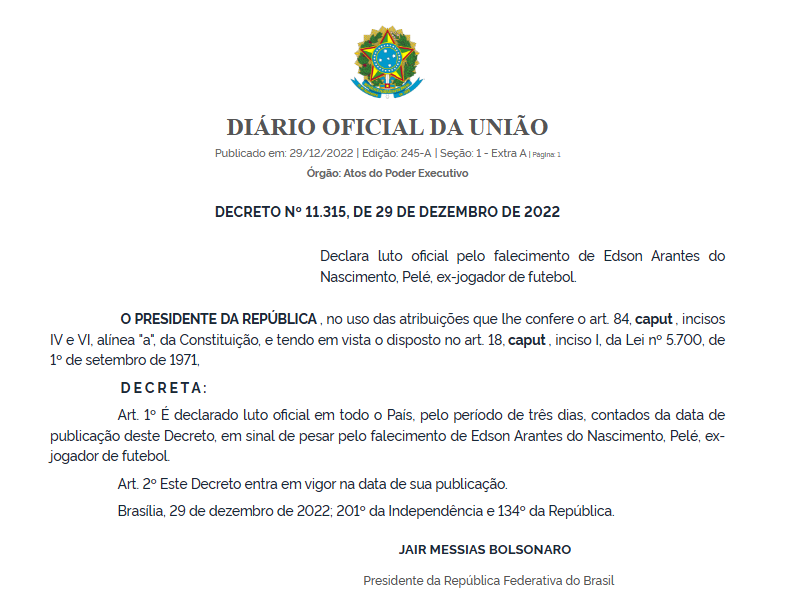
Decreto do governo brasileiro oficializando luto nacional, de 3 dias, pela morte de Pelé (Imprensa Nacional)

O então presidente eleito do Brasil Luiz Inácio Lula da Silva manifestou-se sobre a morte de Pelé: "Poucos brasileiros levaram o nome do nosso país tão longe". Após empossado, Lula participou do velório de Pelé em Santos, como primeira agenda oficial do governo. Jair Bolsonaro, então presidente do país, pronunciou-se por meio de uma nota da Secretaria de Comunicação Social (Secom). O Governo Federal do Brasil emitiu uma nota de pesar, manifestando condolências, e Bolsonaro decretou luto oficial de três dias em todo o território nacional. A cidade natal do jogador, Três Corações (MG), decretou luto oficial de sete dias; Rodrigo Garcia, governador de São Paulo, também decretou sete dias de luto no estado.
A ex-presidente do Brasil Dilma Rousseff publicou uma foto ao lado de Pelé e escreveu: "Obrigada, Pelé! Obrigada pelos sorrisos que você proporcionou. Pelas lágrimas de emoção. Pelos gritos de gol. Obrigada pelas alegrias que deu ao povo brasileiro e aos povos do mundo. Ninguém foi um rei tão amado. Transmito às brasileiras e brasileiros e aos seus familiares meu imenso pesar". O ex-governador do estado de São Paulo Márcio França publicou uma foto ao lado de Pelé e escreveu: "Brilhou com a 10 do Santos e da Seleção. Tive a sorte de torcer por ele vestindo as duas camisas. O Edson, homem de três corações se vai, Pelé é eterno!". O também ex-governador de São Paulo Geraldo Alckmin publicou uma foto ao lado de Pelé e escreveu: "Pelé representou não apenas a genialidade na prática futebolística, mas também a concretização do sonho de um jovem brasileiro que deixou seu nome e de seu país na história". O presidente da Câmara dos Deputados Arthur Lira publicou uma foto ao lado de Pelé e escreveu: "Ao me solidarizar com a família, transmito, em nome da Câmara dos Deputados, um tributo a esse símbolo que honrou e dignificou o Brasil e seu povo. O rei do futebol para todo o mundo. O homem Pelé nos deixa. O eterno Pelé viverá para sempre".
O senador eleito Sergio Moro publicou em seu Twitter uma foto ao lado de Pelé e escreveu: "já faz um tempo, mas o dia em que conheci o Rei do Futebol foi inesquecível. Lembro da paciência dele em atender, mesmo com problemas de saúde, uma imensa fila de crianças para fotos e autógrafos. Viva o Pelé Eterno, o melhor de todos os tempos". O político Rodrigo Maia publicou uma foto ao lado de Pelé e escreveu: "A paixão pela seleção brasileira em lugares tão diferentes no mundo se deve a ele, que é e sempre será uma referência do nosso país. Minha profunda solidariedade à família e amigos". O político Gilberto Kassab publicou uma foto ao lado de Pelé e escreveu: "Estou muito triste, como todo o Brasil, com a partida de Pelé. Rei unânime, aclamado pelo mundo, que levou o futebol, e o Brasil, aos quatro cantos do planeta. Gênio máximo nos gramados, acima de todos os demais". O prefeito de São Paulo Ricardo Nunes publicou uma foto ao lado de Pelé e escreveu: "Nesse momento de despedida, me solidarizo com a família, amigos e os milhões de fãs, onde me incluo. Pelé continuará sendo sempre o melhor jogador da história. Orgulho dos brasileiros, o gênio da bola deixa um grande legado que será eterna inspiração para muitas gerações de atletas".
O governador da Bahia Rui Costa publicou uma foto ao lado de Pelé e escreveu: "Dia triste para todos os brasileiros com a notícia da morte do maior atleta da história. Ícone, ídolo de tantas gerações que tanto nos orgulhou levando as cores verde e amarela a cada canto do planeta. Pelé, eterno!". A presidente do Partido dos Trabalhadores, Gleisi Hoffmann publicou uma foto ao lado de Pelé e escreveu: "O mais magistral jogador de futebol que o mundo viu nos gramados e que elevou o nome do Brasil por onde passou". O político Rodrigo Pacheco publicou uma foto ao lado de Pelé e escreveu: "Estou muito triste, como todo o Brasil, com a partida de Pelé. Rei unânime, aclamado pelo mundo, que levou o futebol, e o Brasil, aos quatro cantos do planeta. Gênio máximo nos gramados, acima de todos os demais".
Durante o velório, Eduardo Paes, prefeito do Rio de Janeiro, anunciou em seu Twitter que a avenida Radial Oeste seria batizada com o nome de Avenida Pelé.

#### Internacionais
O ex-presidente dos Estados Unidos Barack Obama publicou uma foto ao lado de Pelé e escreveu: "Pelé foi um dos melhores que já jogou. E como um dos atletas mais reconhecidos do mundo, ele entendeu o poder de unir as pessoas. Nossos pensamentos estão com sua família e todos que o amaram e o admiraram". O presidente dos Estados Unidos Joe Biden publicou uma foto ao lado de Pelé e escreveu: Para um esporte que une o mundo como nenhum outro, a ascensão de Pelé de origens humildes a lenda do futebol é uma história sobre o que é possível. Hoje, os pensamentos de Jill e eu estão com sua família e todos aqueles que o amavam". O presidente da França Emmanuel Macron publicou: "O Jogo. O Rei. A Eternidade". O presidente da Argentina Alberto Fernández publicou uma foto ao lado de Pelé e escreveu: "Um dos melhores jogadores de futebol da história nos deixou. Sempre nos lembraremos daqueles anos em que Pelé deslumbrou o mundo com suas habilidades. Um grande abraço à sua família e ao povo brasileiro que o levará em seus corações".
A primeira-ministra da Itália Giorgia Meloni publicou uma foto ao lado de Pelé e escreveu: "Graças ao seu talento e à sua classe, conseguiu deixar a sua marca mesmo nas gerações que não tiveram a sorte de o ver jogar. Hoje o mundo inteiro chora uma lenda chamada Pelé." O presidente da Colômbia Gustavo Petro publicou uma foto ao lado de Pelé e escreveu: "quando criança, assisti Pelé na copa do mundo de futebol em uma tela em preto e branco. Meu pai me disse que ele era o melhor jogador de futebol do mundo. Hoje acho que meu pai tinha razão. Uma mensagem de solidariedade à sua família e a todos os brasileiros que tanto o amavam". O presidente do México Andrés Manuel López Obrador publicou uma foto ao lado de Pelé e escreveu: "Que descanse em paz Pelé, o grande jogador e humilde professor que certamente influenciou jogadores".

### Artistas
O rapper Mano Brown publicou uma foto ao lado de Pelé e escreveu: “Tenho na minha memória distante, uma camisa 10 da seleção que eu sempre usava, no ano de 1974 e gritos de gol de Pelé por todo lado! Não tínhamos televisão, tenho no meu arquivo das poucas coisas que eu lembro com 4 anos de idade! Cresci santista sem apoio, lembro do cara preto de roupa toda branca, era familiar nos quintais que eu morava antes de ir pro colégio interno, lá todo mundo tinha seu time, o meu era esse, para vida toda! Eterno súdito do Rei Pelé! Rei para sempre”. A cantora Anitta publicou uma foto ao lado de Pelé e escreveu: “Descanse em paz Rei Pelé”. O cantor Caetano Veloso publicou uma foto ao lado de Pelé e escreveu: “dia triste para o Brasil”. “Pelé nos deixou hoje. Em seu livro, escreveu sobre a canção “Love Love Love”, que fiz inspirado nas palavras dele”. O ator Will Smith publicou uma foto ao lado de Pelé e escreveu: “Descanse em paz Rei Pelé”. O ator norte-americano Sylvester Stallone publicou uma foto ao lado de Pelé e escreveu: PELÉ O GRANDE! Descanse em paz! Este era um bom homem”. O cartunista e criador da Turma da Mônica, Mauricio de Sousa publicou uma foto ao lado de Pelé e escreveu: “Pelé, nosso Pelé! Toda vez que uma criança brincar com uma bola lembraremos dele. O amigo, o grande atleta, a personalidade brasileira que amamos está vivo em nossos corações” O ator e humorista Fabio Porchat publicou uma foto ao lado de Pelé e escreveu: “Pelé, eterno!”. O cantor Djavan publicou uma foto ao lado de Pelé e escreveu: “todo fã de futebol também é fã de Pelé”. O locutor Galvão Bueno publicou uma foto ao lado de Pelé e escreveu: “Meu amigo Édson se foi!! Pelé não!! Pelé é eterno!!”. O rapper Emicida publicou uma foto ao lado de Pelé e escreveu: Descanse em paz Rei Pelé”.

### Televisão
As principais emissoras de TV aberta e por assinatura, alteraram as suas programações normais para cobrir a repercussão do falecimento de Pelé e transmitir as suas homenagens:
- TV Globo: Interrompeu a Sessão da Tarde, que naquele momento exibia o filme Jumper.[36] Renata Vasconcellos cobriu o Plantão da Globo daquele dia, que também suspendeu o Vale a Pena Ver de Novo, que exibia a terceira reprise de O Rei do Gado e a novela das seis Mar do Sertão. A emissora também lançou uma marca d'água em homenagem com a frase Rei Eterno, com uma camisa 10 entre as palavras.[37] Exibiu na Temperatura Máxima, o filme Pelé: O Nascimento de uma Lenda, e no Domingo Maior, o documentário Pelé Eterno. No dia do velório e enterro, transmitiu toda a movimentação através de um especial intitulado Rei Pelé, que foi ancorado por Cléber Machado, além de estender a cobertura nos telejornais e nos programas Encontro com Patrícia Poeta e Mais Você. No dia do enterro, os Praça TV (que completavam 40 anos no ar nesse dia) e o Globo Esporte não foram exibidos.[38]
- Rede Bandeirantes: Exibiu os documentários Reviva – A Espera do Milésimo e 10x10 – Pelé Jogai por Nós. Além disso, também alterou seu logotipo nas redes sociais com fundo preto e cobriu toda a movimentação do velório e do enterro em toda a sua programação, usando os espaços do Melhor da Tarde e dos telejornais, sobretudo do Brasil Urgente, Jogo Aberto e Os Donos da Bola, esse último apenas para São Paulo.[39] A cobertura ficou marcada pelas duras críticas do apresentador Neto aos jogadores das seleções do tetracampeonato e do pentacampeonato brasileiro, ao jogador Neymar, ao ex-jogador Kaká e também a TV Globo, apesar do mesmo ter concedido entrevista a TV Tribuna, sua afiliada em Santos e as imagens terem ido ao ar no Jornal Hoje.[40][41]
- SBT: A emissora cobriu toda a movimentação em seus telejornais, suspendendo o programa Fofocalizando no dia 29 de dezembro para uma cobertura especial, apresentada por Marcelo Torres e Téo José, cobrindo a repercussão do falecimento de Pelé.[42] Além disso, suspendeu a reprise da novela Pequena Travessa nos dias 2 e 3 de janeiro, para transmitir o velório e o cortejo de Pelé durante o telejornal Primeiro Impacto.[43]
- RecordTV/Record News: Cobriu toda a repercussão do falecimento, velório e enterro durante a sua programação, sem realizar alterações nas suas respectivas grades, utilizando o espaço do Cidade Alerta, Hoje em Dia (os dois da RecordTV) e o Hora News (Record News).[44][45]
- SporTV: Cobriu seu logotipo com a cor preta, com as palavras "Obrigado, Pelé" com uma coroa simbolizando a vírgula. Reexibiu o programa Baú do Esporte com homenagens ao Pelé, além do especial 50 anos do Tri, feito pelo canal em 2020. Transmitiu as homenagens, velório e enterro em toda a sua programação.[46]
- GloboNews: Substituiu os GC dos programas com uma foto do Pelé e cobriu as homenagens em toda a sua programação.[46]
- Canal Brasil: Exibiu os documentários Pelé Eterno e Isto é Pelé, o último narrado por Sérgio Chapelin, e exibiu também os telefilmes Pelé – Um Rei Desconhecido e Solidão, uma Linda História de Amor.[46]
- ESPN: Cobriu as homenagens em toda a programação do canal principal.[47]